# Forêt nationale d'El Yunque
Pour les articles homonymes, voir El Yunque.
La forêt nationale d'El Yunque est une forêt nationale des États-Unis, anciennement forêt nationale des Caraïbes, située dans la sierra de Luquillo sur l'île de Porto Rico, sur les flancs d'El Yunque. Elle abrite un grand nombre des espèces endémiques de la faune de Porto Rico.

## Description

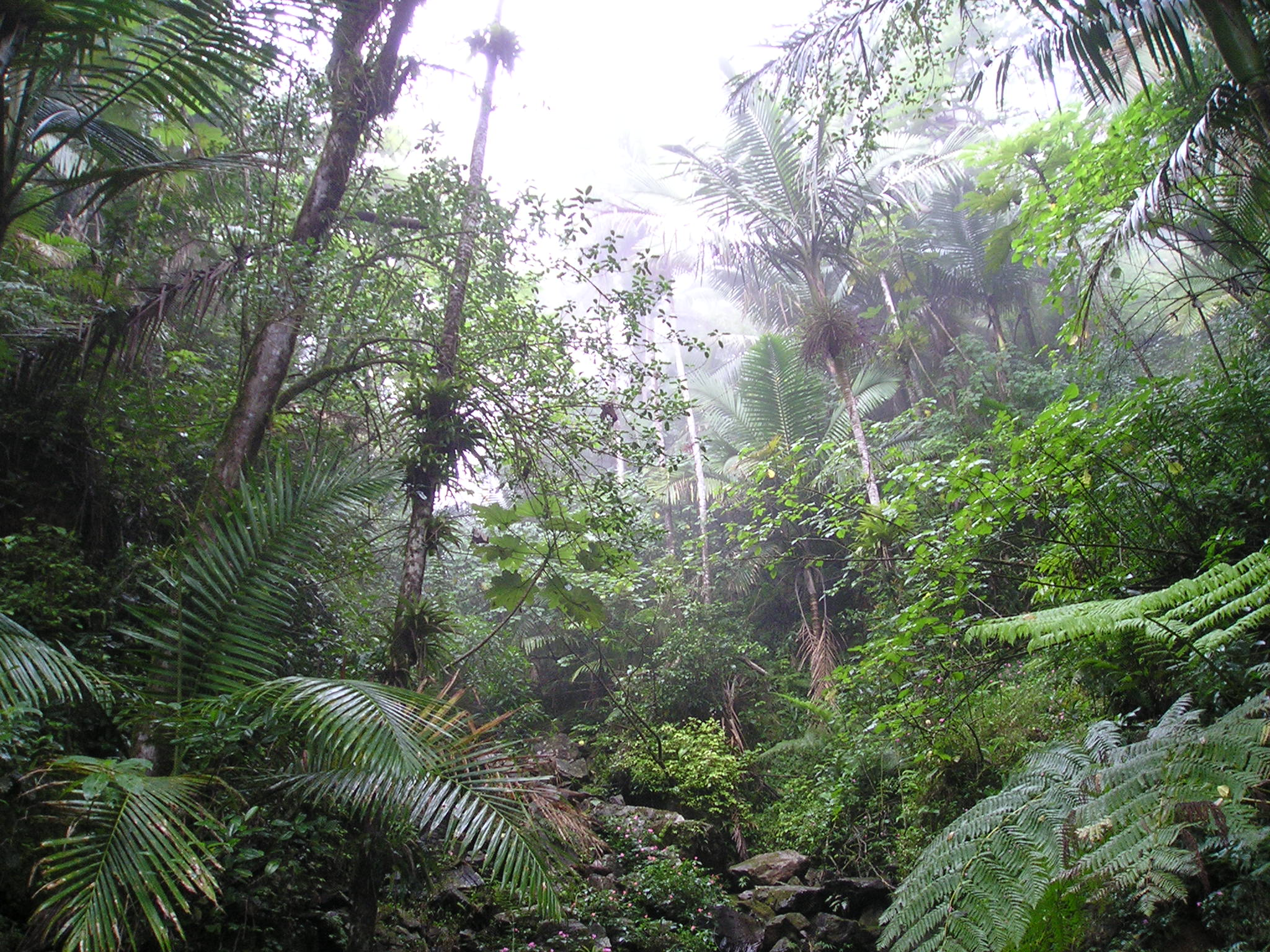
La forêt tropicale humide

Nommée d'après une divinité taïno, Yuquiyú signifiant « forêt de nuages », c'est en fait une forêt tropicale humide d'une superficie de 113 km2 au total, située dans le massif de la sierra de Luquillo culminant à 1 070 m (avec les pics El Toro et El Yunque). Elle est devenue parc national aux États-Unis en 1903, et représente à ce titre une réserve unique de quelque 240 espèces d'arbres, dont 23 totalement endémiques, et une cinquantaine d'espèces d'orchidées endémiques. Elle abrite également 130 espèces animales certaines uniques, et souvent en danger, comme le perroquet et le boa de Porto Rico, et une dizaine d'espèces de lézards et grenouilles, dont le symbole de l'île, une grenouille arboricole et bruyante Eleutherodactylus coqui localement appelée coquí.
C'est une des forêts les plus humides au monde avec des précipitations annuelles de type mousson atteignant typiquement 6 m par an soit 380 millions de m3 d'eau.
La forêt abrite également des pétroglyphes uniques des tribus qui l'habitaient.
Il existe de nombreux chemins de randonnée de tous niveaux.